# Baños de Tajo
Pour les articles homonymes, voir Baños (homonymie) et Tajo.
Baños de Tajo est une commune d'Espagne de la province de Guadalajara, dans la communauté autonome de Castille-La Manche.